# I'm Shipping Up to Boston
I'm Shipping Up to Boston è un brano musicale dei Dropkick Murphys, su testo di Woody Guthrie, inciso nell'album del 2005 The Warrior's Code. Una registrazione precedente del brano è presente nella compilation Give 'Em the Boot: vol. 4 della Hellcat Records.
Il testo della canzone descrive un marinaio che aveva perso una gamba alzando la vela di gabbia, e della navigazione fino a Boston per trovare la sua gamba di legno ("find my wooden leg").
Il brano non è mai entrato nella Billboard Hot 100, ma ha venduto comunque 1 044 000 copie digitali.
Nel video compaiono i Dropkick Murphys che suonano la canzone sul lungomare di East Boston.
È stato usato in un episodio del cartone animato The Simpson oltre che nel film del 2006 The Departed - Il bene e il male, e compare quindi nell'album della colonna sonora The Departed: Music from the Motion Picture.
Questa canzone è comunemente suonata nel pre-partita delle squadra di basket universitario dell'area di Boston come la Tufts University, la Harvard University, la Boston University e dal Boston College, oltre che dai New England Patriots e dai Boston Celtics.
La canzone è stata suonata in occasione del pre-partita di alcuni incontri del Sei Nazioni.

## Cover
Nel 2012 il gruppo metal finlandese dei Children of Bodom ha realizzato una cover del brano, includendola nell'album Holiday at Lake Bodom: 15 Years of Wasted Youth.